# 亞穆納河無鬚魮
亞穆納河無鬚魮（学名：Puntius guganio）是輻鰭魚綱鯉形目鯉科的其中一個種，分布於亞洲印度及孟加拉，體長可達8公分，棲息在沙底質、流速緩慢的溪流。